# Kao Germany
Die Kao Germany GmbH (bis 2011: KPSS-Kao Professional Salon Services GmbH), Darmstadt, ist eine Firmengruppe, die ihre Haarpflege- und -kosmetikprodukte über 22 eigene Tochtergesellschaften und weitere Distributoren vertreibt, wobei die wichtigsten Absatzmärkte in Deutschland, USA und Großbritannien liegen. Ihre bekannteste Marke ist Goldwell.

## Unternehmensgeschichte

Logo der Marke Goldwell

Das deutsche Unternehmen Goldwell wurde nach dem Zweiten Weltkrieg von dem damals 27-jährigen Kaufmann Hans Erich Dotter in Darmstadt gegründet und hat dort auch seinen Firmensitz. 1989 wurde Goldwell ein Teil des japanischen Kosmetikunternehmen Kaō. In der Folge verkaufte Goldwell die Produktion an die Firma Reichardt, Erzhausen und lagerte die Logistik zur EDS (European Distribution Services) Biebesheim aus (ein Joint Venture 40/60 % mit der Spedition G.L. Kayser). Nach dem Erwerb der Marke KMS California firmierte die Goldwell GmbH zur KPSS-Kao Professional Salon Services GmbH um. Die Produktion in Eberstadt wurde am 1. Juli 2009 von der Schwestergesellschaft Kao Corporation von der Firma Reichardt zurückerworben und stellt Produkte für Kao Konzerngesellschaften her. Eine weitere Schwestergesellschaft ist die Guhl Ikebana GmbH (Kao Brands Germany), Griesheim.
Das Unternehmen zählte 2010 weltweit 1418 Mitarbeiter und der Konzernumsatz der Kao Germany GmbH betrug 2012 261 Millionen € (2011 324 Millionen €), auf die Marke Goldwell entfielen dabei einschließlich der Umsätze der nicht zum Konzern gehörenden Kao-Vertriebsgesellschaft 283 Millionen €.
In Deutschland werden die Marken Goldwell und KMS California durch die Kao Germany GmbH in Darmstadt vertreten.